# Ardore
Ardore (Ardùri in calabrese, Ardor, Άρδωρ in greco bizantino) è un comune italiano di 4 853 abitanti della città metropolitana di Reggio Calabria in Calabria, sulla costa jonica.

## Geografia fisica
Il centro è posto a nord-est rispetto alla città di Reggio Calabria e fa parte del comprensorio della Locride.
Il territorio del comune risulta compreso tra 0 e 586 metri sul livello del mare ed è delimitato dalle fiumare Condoianni a nord-est e Pintammati a sud-ovest; dalle prime alture dell'Aspromonte (San Biase, Canolo, Varraro, Elambo) a nord-ovest e dal mar Ionio a sud-est.
A partire da una sottile striscia pianeggiante costiera, il territorio diventa collinare e montuoso se si procede verso l'interno in direzione della dorsale appenninica. Alcuni piccoli torrenti (Sciò-Trecarlini, Schiavo, Salìce) a carattere stagionale attraversano il territorio comunale fino al mare.
Il santo protettore di Ardore è San Leonardo.
Il tratto di costa jonica di Ardore è situato tra i promontori di Punta Stilo a nord-est e di Capo Bruzzano a sud-ovest.

## Origini del nome
Dalla città greca Ἄρδωρ.

## Storia
Il territorio di Ardore si trova a meno di tre chilometri a Sud-Ovest dagli scavi archeologici di Locri Epizefiri, ed ha con questa città magnogreca radici e storia comuni. È certo che fu abitato da popolazioni preelleniche (tribù di Itali o Siculi). Ciò è dimostrato da alcune grotte esistenti sulle colline e vicino alle sponde dei torrenti più grandi, come il Pintammati, il Salice e il Condojanni, dai numerosi massi megalitici presenti nelle località Salice, Torretta, Giudeo, dai frequenti ritrovamenti di cocci fittili di varie epoche, che si rinvengono un po' dappertutto, specie in prossimità del Dromo, l'antica strada greca. 
La presenza di queste antichissime popolazioni nel territorio viene confermata dal ritrovamento sull'argine del torrente Pintammati di asce o scuri di pietra, che per la loro modellatura rimandano al neolitico. La colonizzazione greca (VII sec. a.C.) ha lasciato le sue inconfondibili tracce nell'onomastica, nella toponomastica e nel dialetto, i cui vocaboli sono in buona parte di derivazione greca (anche se, forse più propriamente, di epoca bizantina). Non mancano ritrovamenti occasionali di tombe con corredo funebre fittile, trovate dai contadini durante l'aratura dei campi. I resti di un tempietto greco-romano in contrada Salice, costituiti da uno spezzone di colonna scanalata e due grossi massi squadrati, che rischiavano di essere trascinati via dal torrente, sono stati portati in Ardore Centro a cura dell’amministrazione comunale.
I Romani, dopo la conquista del Bruzio (247 A.C.), crearono numerose tenute agricole nelle immediate vicinanze delle repubbliche Magnogreche, per diminuire il prestigio e l'importanza di quelle nobili Città-Stato e premiare, nello stesso tempo, vecchi e valorosi legionari, ai quali venivano offerti vasti appezzamenti di terra. 
Nacque certamente così Ardore, o meglio cominciò a denominarsi Ardore, questo territorio, divenuto un "praedium rusticum" e poi un "pagus" o "vicus" romano.
La parte più antica dell'attuale comune sorge invece su di un colle, che si eleva, in tre piani, a metri 244, metri 267 e metri 290 sul livello del mare, a tre chilometri circa dalla linea del Dromo, lungo il quale risultano collocati, sul lato mare più che sul lato monte, i primi insediamenti romani di Ardore. Ma poiché la costruzione del paese fu decisa, per la sua simmetria, sulla base di un preciso progetto in un tracciato ben delineato, con molta probabilità venne deciso l'esodo verso il colle, quando cominciarono le prime devastazioni di questi centri abitati dovute, prima, alla Seconda Guerra Punica che vide scontrarsi Cartaginesi e Romani e poi alla Guerra Civile e Sociale. Si volle probabilmente creare, in luogo elevato, un "praesidium" al centro di un vasto latifondo, comprendente all'incirca tutto l'attuale territorio comunale. Infatti l'abitato di Ardore possiede tutte le caratteristiche del "pagus munitus" (villaggio fortificato) romano; costruito su due ripiani, in direzioni Nord-Est Sud-Ovest, i due quartieri, quelli del Margio (dal latino marges, itis, covone di grano, o margae, arum, forcone per il grano o dall’arabo merg perché il terreno del detto quartiere non è coltivabile), e quello di Tractaria (dal latino tractatoria, luogo dove si amministra la giustizia, si contratta, foro, ecc.). I due quartieri attraversati da quattro strade parallele risultano divisi da un valloncello, chiamato "Vagli" ( o da vallis o forse da vallum, terrapieno, giacché di un terrapieno si tratta), che risulta dal riempimento sul lato mare della valle di un declivio torrentizio, sbarrata da una muraglia che ha creato a monte un vasto pianoro, detto "Piano di Mazzucci", (forse dal latino Matius Lucius, nome di una "gens" romana), oggi Piazza Margherita. Lungo questo muro di sostegno al terrapieno si apriva l'antica porta di Sud-Est del paese, il cosiddetto "dongione" (per via di un torrione che la sovrastava e che fu demolito durante l'occupazione militare per i fatti del 4-5 settembre 1867). Il terzo ripiano, oggi chiamato "Quartiere", che era la parte più elevata del colle serviva come luogo di vedetta fortificato. Nel quartiere "Tractatoria", durante la dominazione feudale, vi era il tribunale della "Bagliva", sito nel largo dell'attuale Chiesa di S. Rocco, detto anticamente "dell'arco vecchio". I due quartieri sono attraversali da quattro strade parallele, intersecate da vicoli e viuzze.
L'epoca bizantina segnò per il paese di Ardore, l'inizio di una profonda decadenza: Infatti essendo esso passato sotto il dominio feudale di Gerace e scaduto a casale, senza storia, sottomesso allo sfruttamento dei vari esattori del "signore", vide passare a San Nicola dei Canali, terra ricca di acque, il predominio, se non altro perché in questo centro, più interno, con una agricoltura e pastorizia più fiorenti, vi era il palazzo dell’amministratore (che poi diverrà palazzo baronale). Questa condizione di impoverimento e di decadenza durò fino al 1546 allorquando per Ardore inizia una nuova vita autonoma, come piccolo stato feudale che, con alterne vicende, dura fino all'occupazione Francese del Regno di Napoli (1806). 
Durante questo periodo Ardore ebbe rinomanza per l'alta nobiltà dei feudatari che si sono susseguiti nel suo dominio (i Ramirez, i Capacelatro, i Beccadelli o di Bologna, i Gambacorta - gli unici che ebbero stabile dimora in Ardore, fortificarono la città e costruirono il castello, i Milano Franco D'Aragona) ed anche per l'opera di massari e artigiani.
Lo Stato Feudale di Ardore progredì economicamente, incrementando la produzione della seta, 2500 libbre annue, del vino, dell'olio, e dell'allevamento del bestiame, mentre gli artigiani commerciavano i loro manufatti in molte altre terre, da Pizzo a Messina, le più lontane.
Dello stato feudale di Ardore facevano parte all’inizio del XVII secolo tre casali: San Luca o Potamìa, San Nicola dei Canali, prima sede della Corte Baronale, e Bombile, e poi solo San Nicola dei Canali e Bombile i quali ebbero insieme amministrazione separata da quella della Terra di Ardore. Difatti eleggevano insieme un Consiglio Cittadino con il Sindaco e gli Ufficiali cittadini in numero uguale a quello di Ardore.
Nacque dopo Giuseppe Bonaparte, nel 1809, il comune di Ardore, che assume uno stemma, tratto da quello dei suoi ultimi feudatari, i Principi Milano Franco D'Aragona, nel quale emerge un'aquila, divorata dal fuoco, ma con un ramoscello d'ulivo nel rostro; e tra gli artigli - sullo stemma - si legge "ARDOR ET ODOR".
Durante il Risorgimento anche ad Ardore ci furono fermenti irredentistici per rovesciare il Regno delle due Sicilie: due ardoresi, Michele Bello e Gaetano Ruffo furono tra i promotori dei moti del 1847; per questo furono processati e fucilati insieme agli altri tre capi della rivolta: Pietro Mazzoni, Domenico Salvadori e Rocco Verduci (i 5 Martiri di Gerace).
In seguito alla Spedizione dei Mille il Comune di Ardore entrò nel Regno d'Italia ed il primo sindaco fu Pasquale Rianò.
Ardore Marina, frazione del Comune di Ardore con San Nicola e Bombile, sorse nella seconda metà dell'800 ed ebbe un notevole incremento della popolazione a partire dal 1866, quando iniziarono i lavori della costruzione della ferrovia, che si conclusero nel 1871.
Nel 1881 contava appena 471 abitanti, divenuti 1233 nel 1905. Da allora la popolazione della Marina andò sempre aumentando sino a superare in breve quella del paese antico che, come altri paesi collinari, iniziò a perdere molti dei suoi abitanti attratti dalle condizioni di vita più facili della fascia costiera.
Fin dai primi anni del XX secolo cominciò il fenomeno dell'emigrazione, che portò moltissimi ardoresi a trasferirsi nelle città più industrializzate del Nord-Italia o in paesi stranieri. In molti di questi esistono associazioni di emigrati tra le quali spicca l'Associazione Ardoresi di Montréal in Canada.

## Monumenti e luoghi d'interesse
Il centro di Ardore Superiore, la cui fondazione si fa risalire al periodo preistorico, fu colonizzato dai greci e dai romani per diventare terra di feudo.
- Nel centro storico sorge un castello, del ‘600, con base quadrangolare ai cui angoli, originariamente, si trovavano quattro torri, due cilindriche e due quadrate. L'edificio è stato ristrutturato di recente con interventi che hanno portato all'apertura al pubblico di alcuni degli ambienti superiori.
- L'edificio più antico del Comune -anche più risalente dello stesso castello- si trova a S. Nicola dei Canali, ed è il Palazzo Arcuri risalente alla fine del XVI secolo, tuttora di proprietà della stessa famiglia.
- Di un certo interesse anche la chiesa matrice intitolata a San Leonardo, che sorge sulla piazza Umberto I. Fondata in epoca bizantina, fu successivamente ampliata e più volte rimaneggiata dopo diversi terremoti; divenne arcipretura nel 1693. La chiesa, su tre navate, conserva al suo interno alcune opere d’arte. Meritano attenzione una grande tela raffigurante la Madonna del Rosario e l’altare in marmo policromo del SS Sacramento, realizzato a Napoli nel XVIII secolo, sul quale sono scolpiti piccoli angeli. Sulla volta che sovrasta l’altare si trova un dipinto raffigurante la Cena in casa del fariseo.
- Sempre nel centro storico sorge la Chiesa di San Rocco, che, costruita nei primi anni del ’700, subì gravi danni dopo il terremoto del 1783. Ricostruita a spese della Cassa Sacra ebbe, in seguito, giurisdizione propria sull’abitato del Borgo di San Giovanni.
- Merita di essere menzionato il Santuario della Madonna della Grotta sito nella frazione di Bombile. Per accedere alla chiesa, unica nel suo genere, bisognava percorrere una scalinata di 145 gradini, tramite la quale si accedeva alla grotta scavata nell'arenaria di una parete ripida; il santuario è stato però seppellito da una frana avvenuta il 28 maggio 2004. Fu frate Jacopo da Tropea, eremita agostiniano, ad iniziare nel 1507 a scavare la grotta dove potersi rifugiare per dedicarsi alla meditazione e alla preghiera. Nel 1525 sorse e venne consacrata la chiesa, ed al suo interno venne collocata la statua della Vergine con il Bambino, che era ivi custodita. L'opera, recuperata dopo la frana il 29 aprile 2007, è in marmo bianco di Carrara ed è attribuita alla scuola del Gagini. La statua è stata posta presso la chiesa parrocchiale dello Spirito Santo di Bombile.
- In contrada Giudeo sorge la piccola chiesa della Madonna della Marina che presenta la tipica struttura tardo bizantina con abside inglobata. Fu la cappella privata dei Gambacorta, baroni di Ardore. Al suo interno è conservata una statua lignea raffigurante la Madonna con il Bambino (la Vergine tiene nella mano sinistra una colomba). Nei pressi della chiesa sono stati rinvenuti reperti di una necropoli di epoca paleocristiana ed altri risalenti al periodo Greco-Romano.
- Infine in contrada Salvatore, alla Marina, è possibile visitare i resti di una piccola chiesa risalente al IX secolo. Formata da un’unica navata, era di dimensioni ridotte e per questo l’abside era stata ricavata sfruttando lo spessore murario. La copertura, oggi inesistente, pare avesse una volta a botte. L’unico elemento decorativo era un affresco sulla parete di sinistra, raffigurante la Madonna con in braccio il Bambino (Odigitria). Di questo dipinto rimangono residue tracce.
- La via Marina (lungomare), lunga circa 2 km, si affaccia sull'ampio e sabbioso arenile e d'estate è molto frequentata da turisti (soprattutto turismo di ritorno, essendo Ardore luogo d'origine di molti emigranti) e dagli abitanti dei paesi limitrofi.

## Società

### Evoluzione demografica
Abitanti censiti

## Geografia antropica
Il comune si compone di due nuclei ben distinti: 
- Ardore Marina, nucleo moderno, è attraversato dalla SS 106 Jonica (attualmente è in fase di realizzazione una variante che passerà all'esterno dell'abitato in una zona più interna) e si sviluppa lungo la costa ionica reggina a ridosso di una spiaggia con un ampio arenile, molto frequentata nei mesi estivi.
- Ardore Superiore (Centro), nucleo più antico, che è posto su un rilievo a circa sei chilometri da Ardore Marina.

Del comune fanno parte anche le frazioni di Bombile, di Potito, di San Nicola dei Canali (nella parte più interna del territorio) e di Schiavo.

## Economia
Il clima favorevole ha permesso lo sviluppo di un'economia agricola basata prevalentemente sulla produzione di grano, uva, pomodori e ortaggi in genere, oltre alle olive e agli agrumi (il comune rientra nell'area territoriale del bergamotto DOP); in passato vi era un'importante produzione olearia, ma negli ultimi decenni il settore è in grave crisi.
Particolare importanza aveva anche la coltivazione dei fichi sia primaverili ("gotte"), sia estivi.
Nell'allevamento prevalgono ovini e soprattutto caprini.

## Infrastrutture e trasporti

### Strade
Ardore è attraversata dalla Strada statale 106 Jonica. 

### Ferrovie
Il paese è collegato alla Ferrovia Jonica dalla Stazione di Ardore.

## Sport
La squadra principale è l'Ardore Calcio che nel 2024/25 militerà in Eccellenza.